# Raffaello Sorbi
Raffaello Sorbi ( en italien : [raffaˈɛllo ˈsɔrbi] ) (né à Florence le 24 février 1844 et mort dans la même ville le 19 décembre 1931) est un peintre italien des XIXe et XXe siècles, spécialisé dans la peinture narrative.

## Biographie
Raffaello Sorbi est né à Florence en 1844. Jeune homme, il étudie le design à l'académie des beaux-arts de Florence, puis la peinture auprès de Antonio Ciseri. À 18 ans, il achève sa première grande œuvre Corso Donati mortellement blessé est transporté par les moines de San Salvi jusqu'à leur Abbaye. Le tableau  remporte un prix au concours de la Triennale florentine de 1861.  En 1863 Raffaello Sorbi remporte un concours à Rome avec Savonarole explique la Bible à des amis du couvent San Marco.  À Florence, il expose une œuvre représentant Piccarda Donati enlevée au couvent de Santa Chiara, par son frère Corso. 
Après ces travaux, Sorbi  produit principalement de petites toiles, vendues par la galerie Goupil de Paris. Beaucoup évoquent l'époque romaine (néo-pompéienne) ou le passé historique toscan : Régate dans l'Arno ; il Girotondo ; Il Décaméron ; Le Concert florentin : Il Triclinio ; Les Vestales sortent de l'Amphithéâtre après le spectacle ; Cornelia Africana mère de Gaius et Tiberius Gracchus. 
D'autres peintures représentent des scènes de genre en costumes et parures du XVIIIe siècle. 
Parmi ses œuvres figurent une série de jeux, dont Il Giuoco delle Bocce, delle Carte, del Pallone, della Ruzzola et della Mora . En 1870, à la Mostra des Beaux-Arts de Parme, il expose La strada. 
Raffaello Sorbi est devenu académicien à l'Académie des beaux-arts de Florence, professeur résident et associé honoraire de l'Académie royale des beaux-arts d'Urbino,.
Raffaello Sorbi est mort à Florence le 19 décembre 1931.

## Œuvres

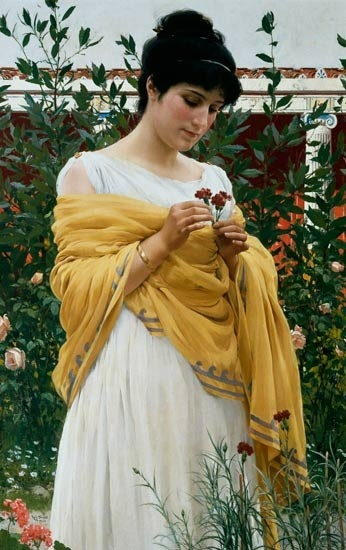
Le Belvédère (1885).
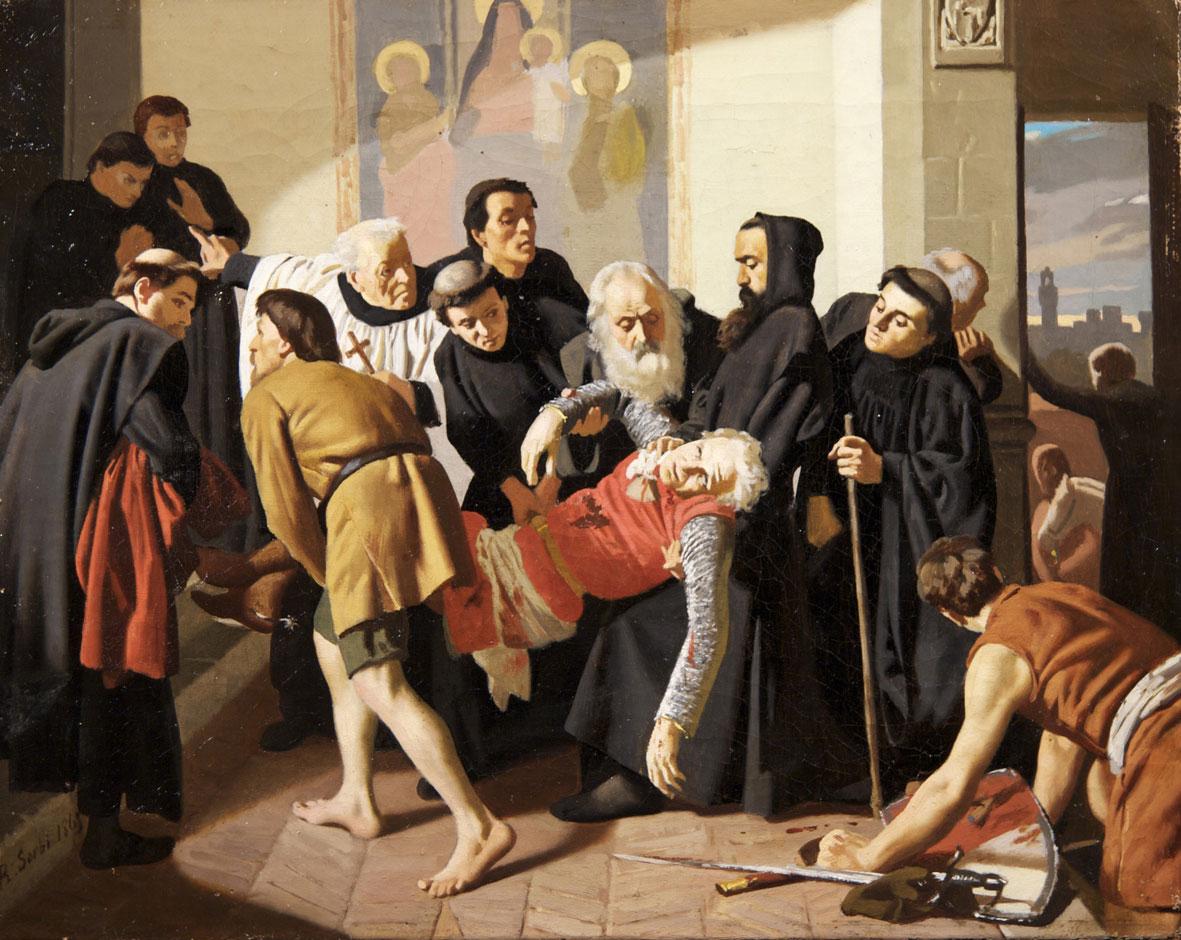
Corso Donati mortellement blessé est transporté par les moines de San Salvi à leur abbaye (1861).
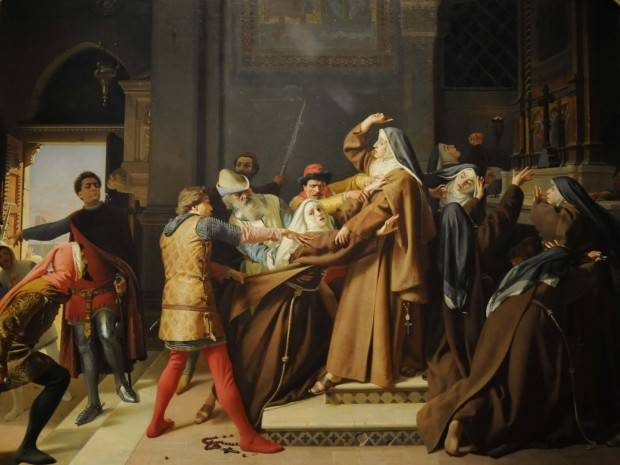
Piccarda Donati enlevée du couvent des Clarisses par son frère Corso (1866).
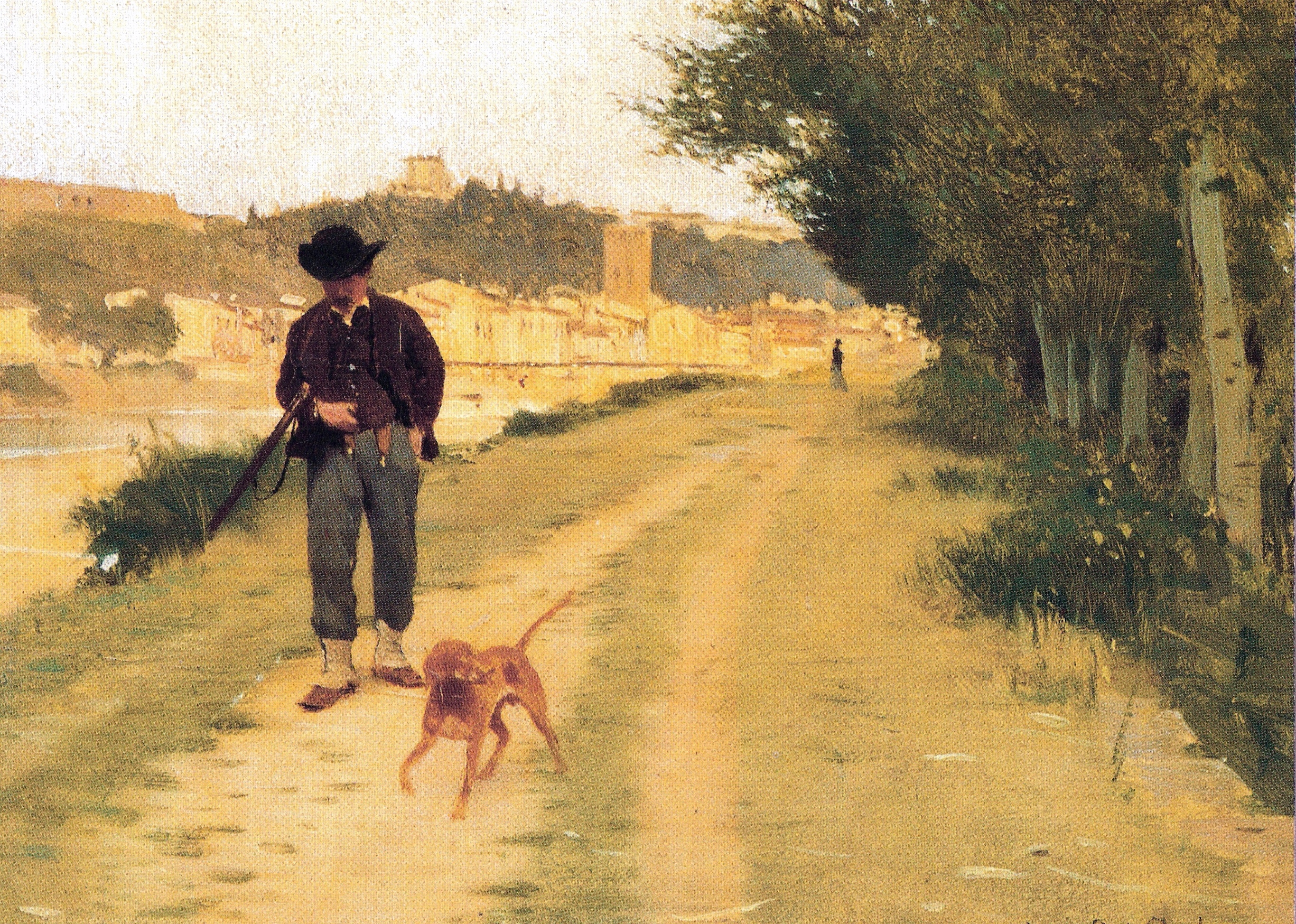
Vue de Florence et de l'Arno (1872).
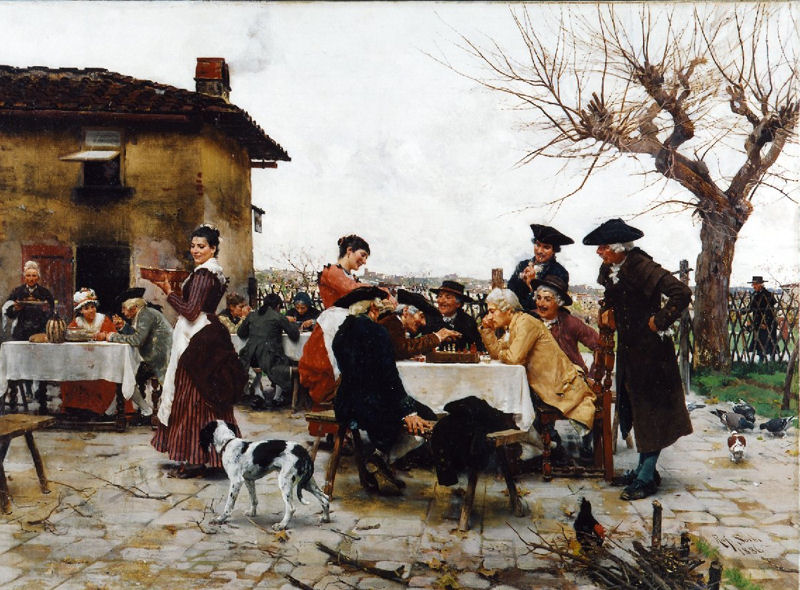
Les Joueurs d'échecs (1886)0
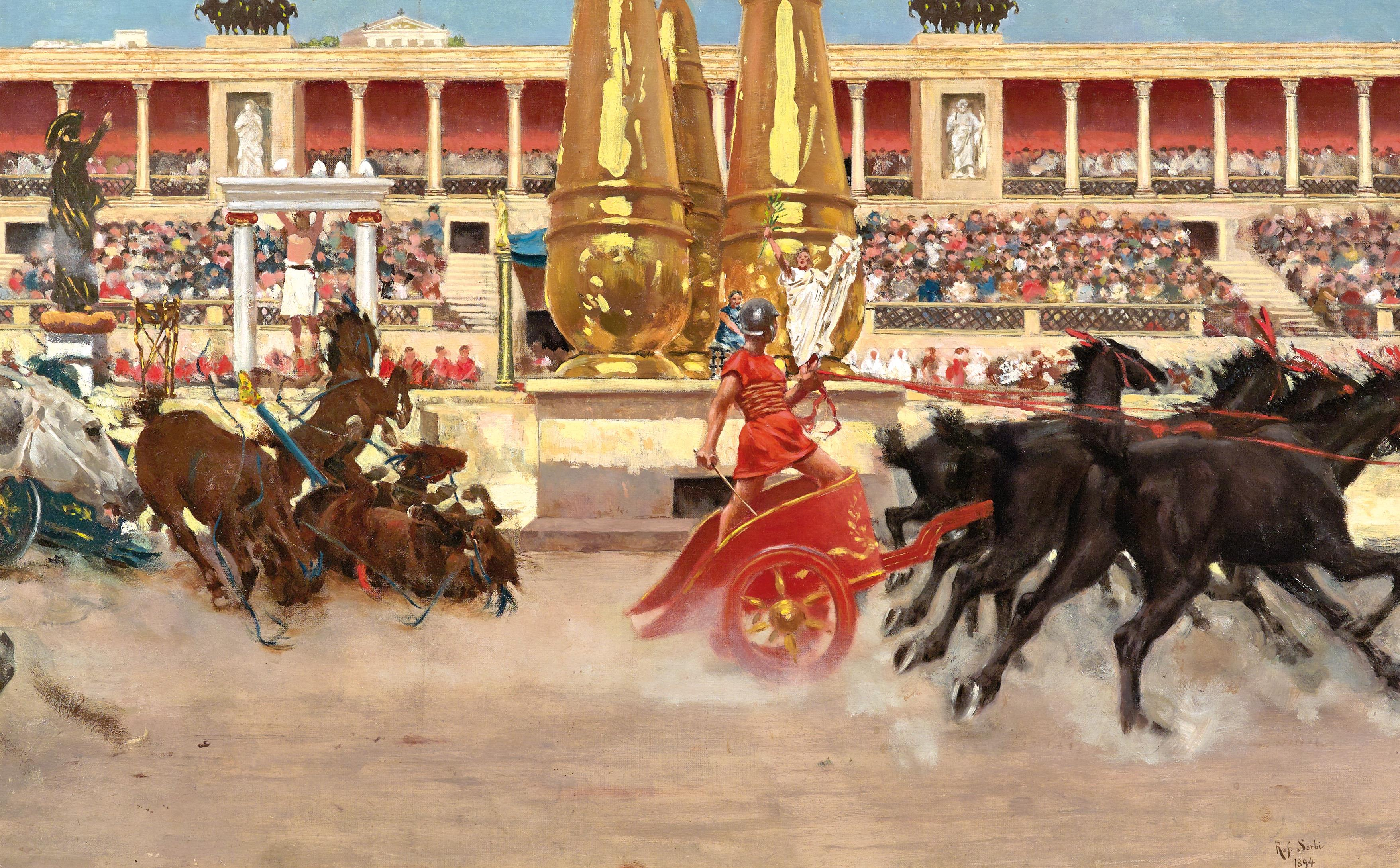
Course de chars au cirque (1894).
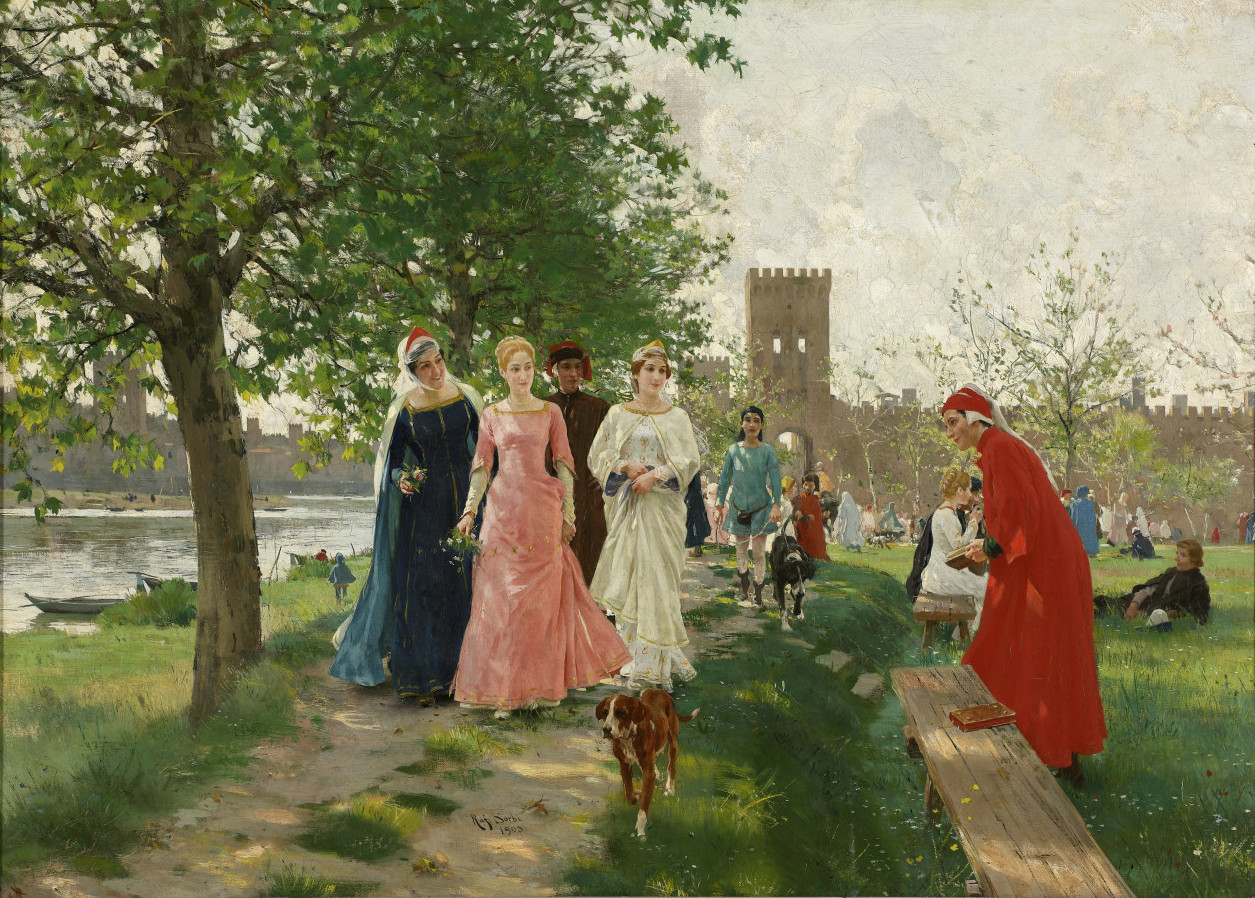
Dante rencontre Béatrice (1903).
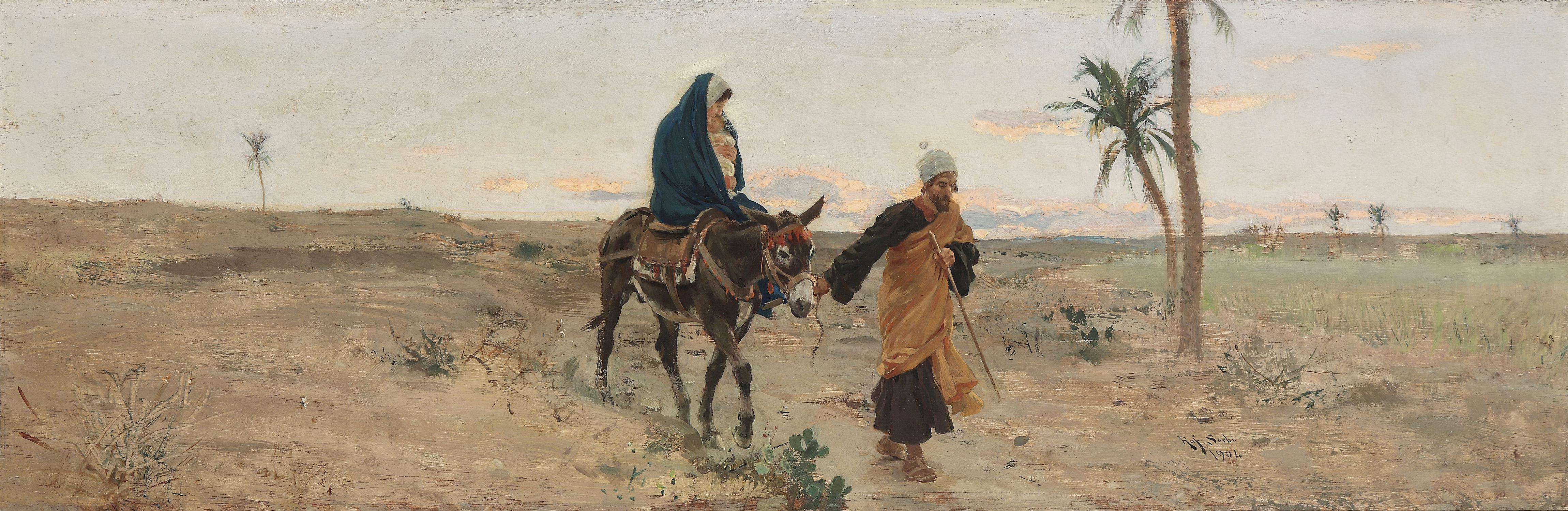
Fuite en Égypte (1904).
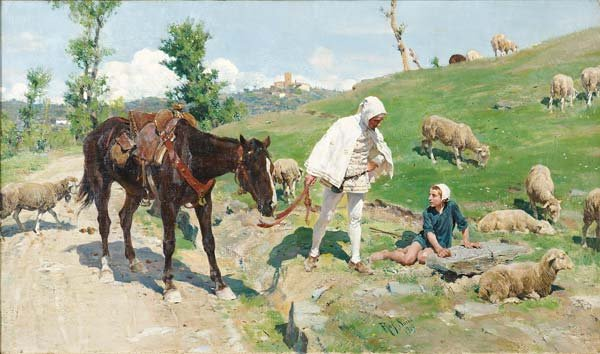
Giotto et Cimabue (1919).